# Castromonte
Castromonte ist ein Ort und eine spanische Gemeinde (municipio) mit 326 Einwohnern (Stand: 2024) im Zentrum der Provinz Valladolid in der Autonomen Region Kastilien-León. Zur Gemeinde gehört der Weiler La Santa Espina.

## Lage und Klima
Die ca. 840 m hoch gelegene Gemeinde Castromonte liegt in der Iberischen Meseta knapp 28 km (Fahrtstrecke) nordwestlich von Valladolid. Das Klima im Winter ist kalt, im Sommer dagegen warm bis heiß; der spärliche Regen (ca. 517 mm/Jahr) fällt verteilt übers ganze Jahr.

## Bevölkerungsentwicklung
| Jahr      | 1970 | 1981 | 1991 | 2001 | 2011 | 2021 |
| Einwohner | 726  | 558  | 547  | 401  | 364  | 314  |

Der Bevölkerungsrückgang den 1950er Jahren ist im Wesentlichen auf die Mechanisierung der Landwirtschaft und die Aufgabe von bäuerlichen Kleinbetrieben zurückzuführen (Landflucht). Der erneute Anstieg der Einwohnerzahlen im 21. Jahrhundert hängt zusammen mit der wirtschaftlichen Entwicklung und der räumlichen Nähe zur Großstadt Valladolid.

## Sehenswürdigkeiten

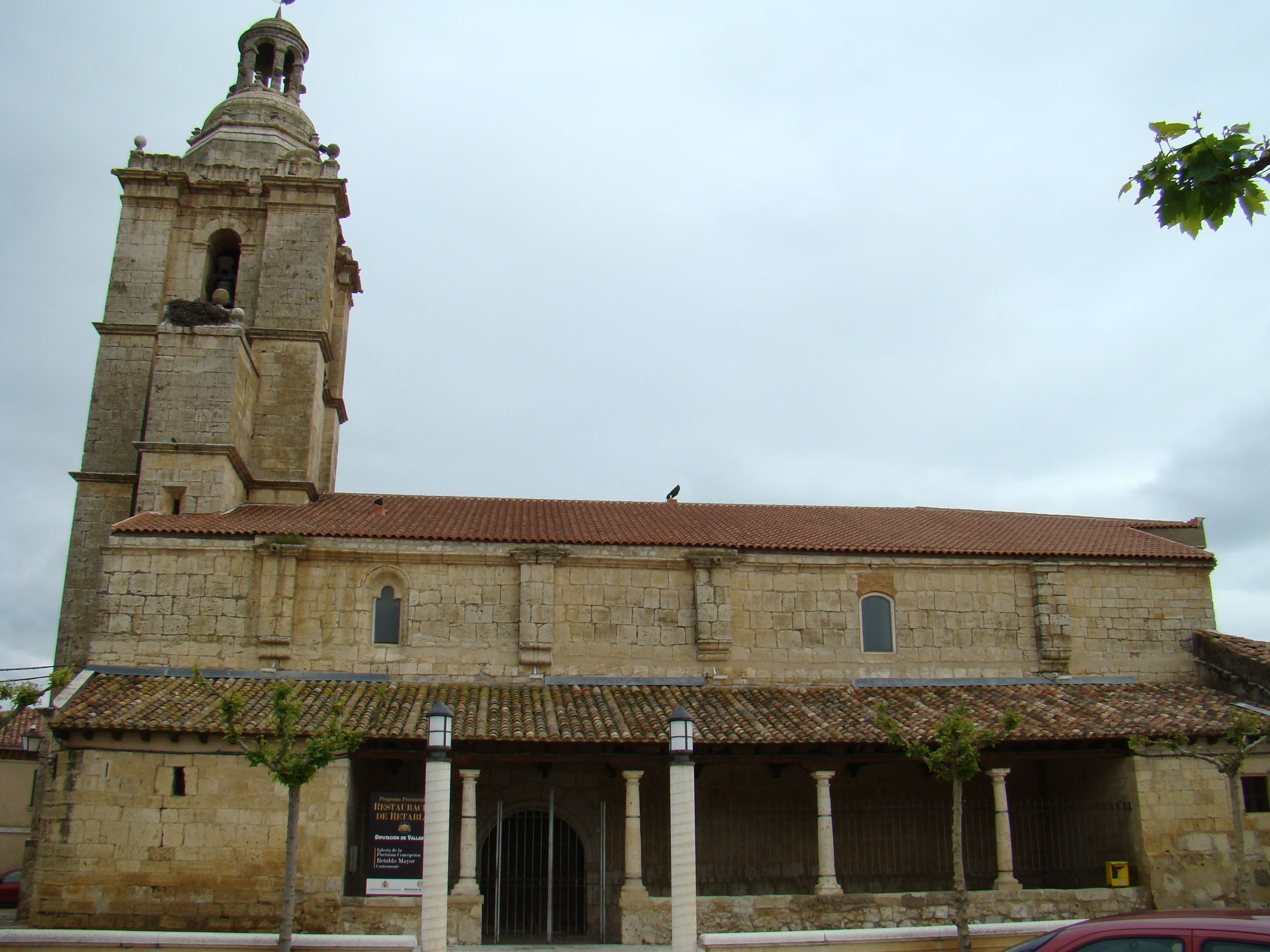
Kirche der Unbefleckten Empfängnis
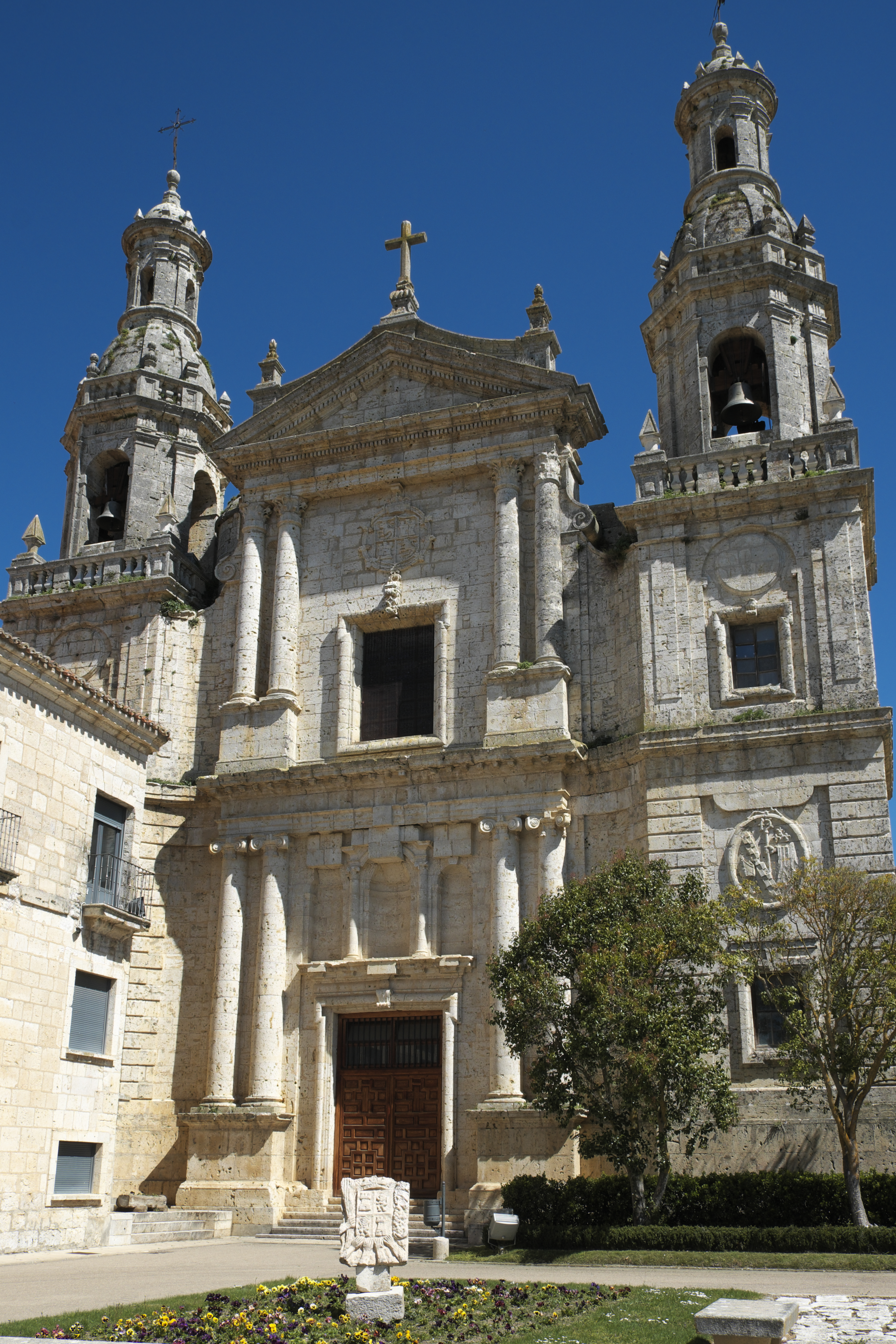
Zisterzienserkloster Marien Dornenkrone in La Santa Espina, 1147 gegründet, 1835 aufgehoben
- Christuskapelle

- Kirche der Unbefleckten Empfängnis
- Klosterkirche La Santa Espina